# Buried Treasure II
Buried Treasure II es un compilado de grabaciones hechas por el dúo inglés de synth pop Erasure, realizado por el EIS (Erasure Information Service) y cuya venta fue limitada para miembros del mismo.

## Listado de temas
1. Who Needs Love Like That (Versión audición) 2:45
2. One Day (Versión audición) 2:16
3. Twilight (Inédita) 4:21
4. Tune 5 (Inédita; también conocida como "Mirror to Your Soul") 3:54
5. Siren Song (Letra alternativa) 4:02
6. I Love Saturday (Demo temprano) 2:15
7. Miracle (Demo temprano) 2:57
8. All Through The Years (Demo temprano) 3:21
9. Reach Out (Letra alternativa) 3:45
10. My Love (Inédita) 2:29
11. Earth (Inédita) 2:57
12. Perchance To Dream (Sesión original de estudio) 4:30
13. Freedom (Sesión original de estudio) 3:08
14. Heaven (Sesión original de estudio) 3:10
15. Perchance To Dream (Letra alternativa) 3:58

## Créditos y acotaciones
Todas las canciones fueron escritas por Vince Clarke y Andy Bell, excepto Who Needs Love Like That (Clarke) y One Day por Vince Clarke, Cameron McVey y Jamie J. Morgan.

Who Needs Love Like That y One Day presentan la audición que hizo Andy Bell y que le posibilitó asociarse con Vince Clarke quien le tomó la prueba. El primero de los temas terminaría integrando el primer álbum de Erasure, el segundo, en tanto, había sido grabado por Clarke en su efímero dúo con Paul Quinn.

Además de demos y canciones con letras distintas a las conocidas, este álbum presenta cuatro temas inéditos.

Twilight es una suerte de versión temprana del tema Ghost, que apareció en el EP I Love Saturday. Tanto Twilight como Tune 5 se grabaron en la etapa del álbum Chorus.

My Love y Earth se grabaron en la etapa del álbum Cowboy. Earth es un tema instrumental.

Heaven es una suerte de versión extendida -en su letra- del tema Better, que apareciera como lado B del sencillo Freedom, de la etapa del álbum Loveboat.

Las versiones definitivas de:
- Who Needs Love Like That aparece en el álbum Wonderland.
- Siren Song aparece en el álbum Chorus.
- I Love Saturday, Miracle y All Through the Years aparecen en el álbum I Say I Say I Say.
- Reach Out aparece en el álbum Cowboy.
- Perchance to Dream y Freedom aparecen en el álbum Loveboat.
- Compilación, diseño de arte y fotos: Greg Hudson.[2]